# Annapurna III
Pour les articles homonymes, voir Annapurna (homonymie).
L'Annapurna III, en sanskrit, népalais et nepalbhasha अन्नपूर्णा, Annapūrṇa, est un sommet du Népal s'élevant à 7 555 mètres d'altitude. Il est situé dans le massif des Annapurna à 17 kilomètres à l'est de l'Annapurna II.